# Georgios Express
Die Georgios Express war ein 1965 als Roi Baudouin in Dienst gestelltes Fährschiff der griechischen Reederei Aghios Georgios Ferries. Das seit 1983 in griechischen Gewässern eingesetzte Schiff blieb bis 2001 in Fahrt und wurde 2009 in der Türkei abgewrackt.

## Geschichte
Die Roi Baudouin wurde unter der Baunummer 828 bei N.V. Cockerill Yards in Hoboken bei Antwerpen gebaut und am 13. Februar 1965 vom Stapel gelassen. Nach der Übergabe an die belgische Regie voor Maritiem Transport nahm das Schiff am 13. Juni 1965 den Fährdienst auf der Strecke von Ostende nach Dover auf.
Zwischen August und Oktober 1982 war die Roi Baudouin in Charter von Sealink zwischen Dover und Calais im Einsatz. Anschließend wurde das Schiff in Ostende aufgelegt. Im April 1983 fand es mit der griechischen Reederei Ventouris Sea Lines einen neuen Eigner, der es im Juni nach Piräus überführen und in Georgios B. umbenennen ließ. Nach nur einem Monat wurde der Name jedoch im Juli 1983 in Georgios Express umgeändert.
Nach Umbauarbeiten in Piräus im August 1983 nahm die Georgios Express den Liniendienst zwischen Piräus und Santorin auf. Im Oktober 1995 musste das Schiff wegen finanzieller Schwierigkeiten der Reederei in Piräus aufgelegt werden, wo es die folgenden fünf Jahre verbrachte. 2000 ging die Georgios Express an die Reederei Aghios Georgios Ferries, die sie wieder auf der Strecke von Piräus nach Santorin einsetzte. Nach nur einem Jahr im Dienst wurde das Schiff jedoch erneut aufgelegt, diesmal in Eleusis.
Im März 2009 ging die Georgios Express nach acht Jahren Aufliegezeit zum Abwracken in die Türkei. Am 25. März traf das Schiff schließlich in der Abbruchwerft von Aliağa ein, nachdem es zwei Tage zuvor aus dem Hafen von Eleusis geschleppt worden war.